# 白衣忏悔者小堂 (萨拉拉卡内达)

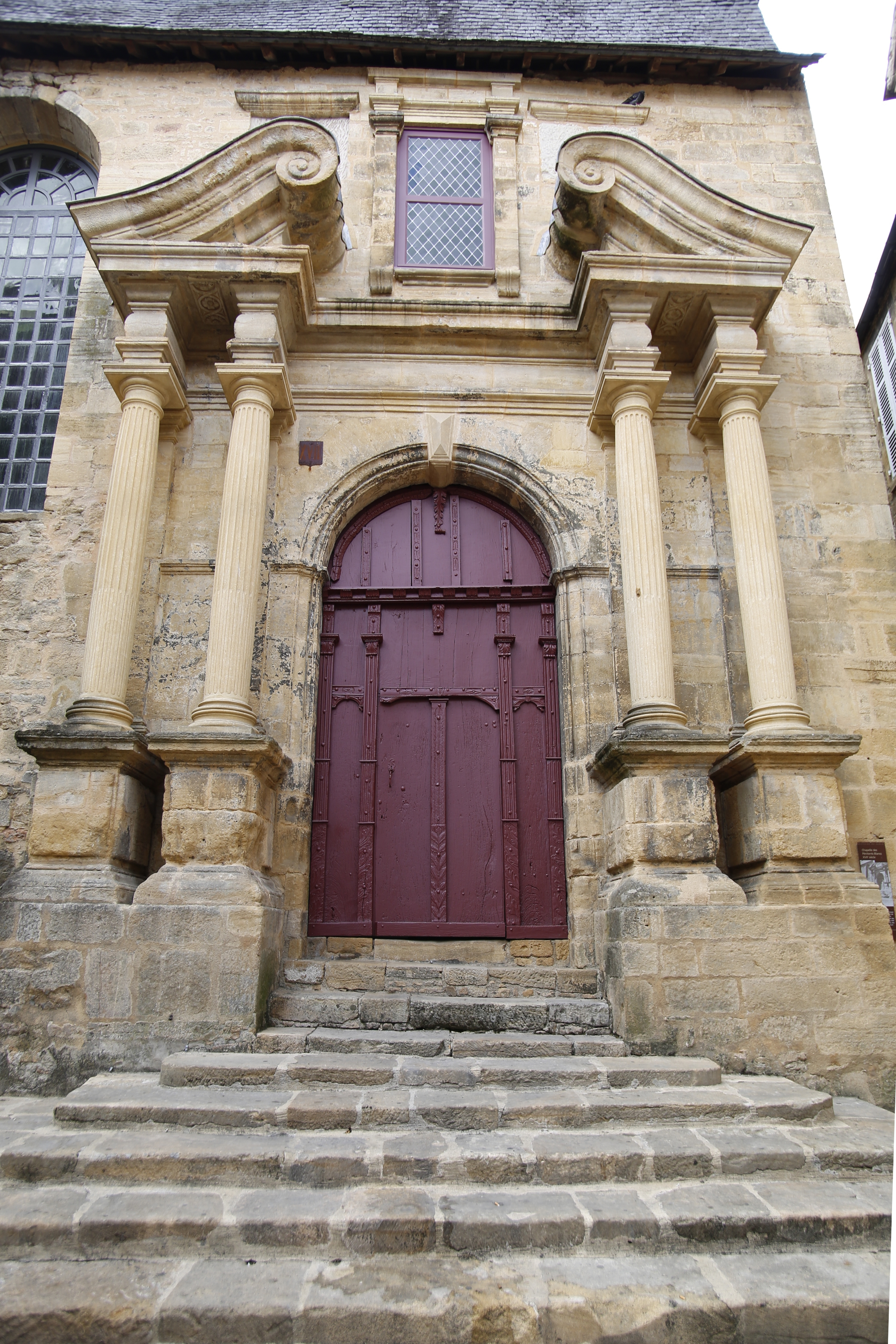

白衣忏悔者小堂（Chapelle des Pénitents blancs）是一座天主教小圣堂，巴洛克风格，位于法国 新阿基坦大区多尔多涅省萨拉拉卡内达。

## 历史
1602年萨尔拉主教路易二世上任，他支持成立了白衣忏悔者和蓝衣忏悔者（1607年和1608年）。白衣忏悔者小堂于1618年开始修建，于1626年完成。主教埋葬在小堂里。
1792年，修会被驱逐。1796年，小堂作为国家财产出售。
1875年，白衣忏悔者小堂与蓝衣忏悔者小堂合并，保留蓝衣忏悔者小堂，白衣忏悔者小堂改为体育馆和仓库。1970年，又改为神圣艺术博物馆。博物馆现已关闭，小堂将修复成一个音乐厅。

## 保护
该建筑于1944年3月14日列为法国历史古迹。